# Deutsche Seewarte

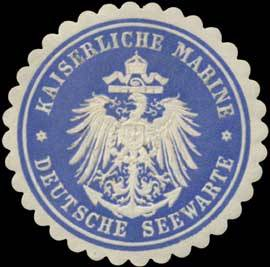
Die Deutsche Seewarte.

Die Deutsche Seewarte var under åren 1875–1945 en centralanstalt för maritim meteorologi i Hamburg.
Die Deutsche Seewarte upprättades 1875 genom utvidgning av den sedan 1867 bestående, speciellt åt nautiska meteorologin ägnade Norddeutsche Seewarte. På anstalten bedrevs även bland annat undersökning av nautiska, meteorologiska och jordmagnetiska instrument samt kronometerundersökningar. Därifrån utgavs sedan 1878 årligen ett band av arbetet "Aus dem Archiv der deutschen Seewarte", och där redigerades 1886–1891 "Meteorologische Zeitschrift", varjämte från Die Deutsche Seewarte utgick en mängd artiklar, publicerade i de av Hydrographisches Amt der kaiserlichen Admiralität i Berlin utgivna "Annalen der Hydrographie und maritimen Meteorologie".